# Rolf Felix Müller
Rolf Felix Müller (* 22. Juli 1932 in Lobenstein; † 23. November 2021 in Gera) war ein deutscher Grafikdesigner und Illustrator.

## Werdegang
Rolf F. Müller absolvierte 1948–1950 zunächst eine Lithografenlehre, studierte anschließend von 1952 bis 1957 an der Hochschule für Grafik und Buchkunst Leipzig (HGB). Nach seinem Studium lebte er als freischaffender Künstler in Gera, arbeitete vor allem als Plakatmaler und gestaltete in dieser Funktion diverse Theaterplakate, daneben übernahm er Buchgestaltungen und Buchillustrationen. Müller gilt heute als einer der Wegbereiter für die Etablierung der sogenannten Gebrauchsgrafik in der DDR, wie das Grafik-Design genannt wurde. Er hatte in der DDR eine bedeutende Zahl von Einzelausstellungen und Ausstellungsbeteiligungen, u. a. von 1958 bis 1988 an allen Deutschen Kunstausstellungen bzw. Kunstausstellungen der DDR in Dresden. Im Wettbewerb Die Besten Plakate des Jahres wurde er insgesamt 23 Mal ausgezeichnet.
1985 kehrte Müller als Dozent an die Hochschule für Grafik und Buchkunst Leipzig zurück, wo er ab 1993 als Professor bis 1997 lehrte. Müller gilt als Schöpfer des „Goldenen Spatz“, des Symbols des Geraer Kinderfilmfestivals.
Der Illustrator und Kunstprofessor Thomas M. Müller ist sein Sohn.

## Ehrungen (Auswahl)
- 1959: Kunstpreis der Stadt Gera,
- 1964 und 1970: Kunstpreis des Rates des Bezirks Gera[3]
- 1972: Kunstpreis des Deutschen Turn- und Sportbunds
- 1973: Johannes-R.-Becher-Medaille
- 1973: Kunstpreis der DDR[4]
- 1979: Verdienstmedaille der DDR
- 1987: Nationalpreis der DDR III. Klasse

## Werke (Auswahl)
- Kinder (Lithografie, 1958)[5]
- Illustration zum Lyrikband Blühe, junger Apfelbaum. Neue Gedichte (Federzeichnung, 1964)[6]
- Der Regenschirm (Lithografie, 1964)[7]
- Das Schaukelpferd (Lithografie, 1964)[8]
- Das gewöhnliche Wunder (zwei Feder-Zeichnungen, 1967)[9]

## Einzelausstellungen seit der deutschen Wiedervereinigung
- 1992: Gera, Museum für Angewandte Kunst: („Grafik-Design“; mit Günter Kerzig und Werner Liebscher)